# Парк пансіонату «Прибрежний»
Парк пансіонату «Прибрежний» — парк-пам'ятка садово-паркового мистецтва місцевого значення, розташований у смт Відрадне Ялтинської міськради. Створений відповідно до Постанови ВР АРК № 913-2/2000 від 16 лютого 2000 року.

## Опис
Землекористувачем є пансіонат «Прибрежний», площа — 6 га. Парк розташований у смт Відрадне Ялтинської міськради.
Парк створений із метою збереження паркового ландшафту, а також всього комплексу рослинного і тваринного світу, збереження флористичного комплексу, який налічує понад 156 видів і форм флори, в тому числі рослин, занесених до Червоної книги України та Республіки Крим, і рідкісних видів фауни.